# Slaget vid Thermopyle (191 f.Kr.)
Slaget vid Thermopyle (191 f.Kr.) stod år 191 f.Kr. vid Thermopyle mellan Antiochos den stores armé och det Romerska riket.
Romarna (under Manius Acilius Glabrios och Cato den äldres befäl) lyckas avskära den seleukidiske kungen Antiochos III från sina förstärkningar i Thrakien och överflygla hans ställning vid Thermopylepasset genom ett fältslag där. Med återstoden av sina trupper flyr Antiochos till Chalkis på Euboea och därifrån retirerar han havsvägen till Efesos.